# Josef Kejmar
Josef Kejmar (* 10. června 1957) je bývalý český fotbalista, záložník.

## Fotbalová kariéra
V československé lize hrál za Spartu Praha. Nastoupil v 5 ligových utkáních. Gól v lize nedal. V nižších soutěžích hrál i za TJ TŽ Třinec.

## Ligová bilance
| Ročník                                   | Zápasy | Góly | Klub         |
| ---------------------------------------- | ------ | ---- | ------------ |
| 1. československá fotbalová liga 1978/79 | 5      | 0    | Sparta Praha |
| Česká národní fotbalová liga 1981/82     | 19     | 2    | TJ TŽ Třinec |
| Česká národní fotbalová liga 1982/83     | 3      | 0    | TJ TŽ Třinec |
| CELKEM 1. liga                           | 5      | 0    |              |